# 杰克逊县 (田纳西州)
傑克遜縣（英語：Jackson County）是美國田納西州中北部的一個縣。面積828平方公里。根據美国2000年人口普查，共有人口10,984人。縣治根茲波羅 (Gainesboro)。
成立於1801年11月6日，縣名是紀念美國第七任總統安德魯·傑克遜。